# Cimaise (revue)
Pour les articles homonymes, voir Cimaise (homonymie).
Cimaise est une revue consacrée à l'art contemporain fondée en 1953 et disparue en 2009.

## Historique
Le premier numéro de Cimaise paraît en novembre 1952 (12 pages). Sa couverture comporte les mentions « bulletin trimestriel » et « publié par la galerie Arnaud » (34, rue du Four à Paris) qui disparaissent dès le n° 2 (janvier 1953). 
La publication devient mensuelle à partir de novembre 1953. 
Son directeur est Jean-Robert Arnaud, son rédacteur en chef Roger van Gindertael. Son comité de rédaction est composé de Julien Alvard, Michel Ragon, Claude-Hélène Sibert, Herta Wescher. Michel Seuphor, Michel Tapié, Pierre Restany, Georges Boudaille, Gérald Gassiot-Talabot, André Wogenscky ont été parmi ses collaborateurs ultérieurs.
Les textes sur les artistes, peintres, sculpteurs et graveurs, y sont publiés en français et en anglais de janvier à septembre 1959, puis en français, anglais, espagnol et allemand (n° 45-46) jusqu'en 1963 (n° 66), et à nouveau en français et en anglais.
Le sous-titre de la revue devient Art et architectures actuels à partir de 1959 (n° 45-46).

« Ce fut une entreprise courageuse quand, en 1953, nous avons fondé la revue Cimaise, entreprise à laquelle nous apportions plus de bonne volonté que de moyens et d'expérience. Tout le monde lui prédisait une mort prématurée et nous même n'aurions pas osé lui garantir une existence si solide, alors qu'aujourd'hui elle fête son centième numéro. Notre programme était assez ambitieux : défendre l'art actuel tel qu'il se présentait dans les salons, les galeries, les ateliers d'artiste, signaler les manifestations artistiques importantes en France et à l'étranger, rendre compte de livres et autres publications, et enfin donner la parole aux artistes eux-mêmes. Et il nous fallait loger tout cela dans de petits cahiers de 24 pages, couverture incluse, dont chacune serait ornée d'une gravure originale, principe auquel Cimaise est resté fidèle jusqu'aujourd'hui et qui lui a assuré une apparence personnelle et attirante. Il fallait de la passion pour se mettre à l'œuvre, mais nous, le comité de rédaction, avec Roger Gindertael en tête, et Jean-Robert Arnaud, directeur plein d'initiative, n'en manquions certes pas, et notre assurance augmentait d'un numéro, d'une année à l'autre. »

— Herta Wescher dans le n° 100-101 de la revue (1971)
Martine Arnault-Tran rejoint la revue en 1988 en qualité d'auteure,devient rédactrice en chef adjointe, puis remplace J.-R. Arnaud, qui se retire, au poste de rédactrice en chef. Le titre, longtemps dédié notamment à l'abstraction lyrique en raison d'un contexte, se diversifie tout en maintenant une approche et une écriture le plus souvent poétique. L'expressionnisme y tient désormais une grande part et la revue engage des coéditions avec des manifestations telles que Dak'Art ou les Rencontres photographiques de Bamako.
Le début des années 2000 marque le départ de Martine Arnault-Tran et la fin du titre dans sa configuration revuiste d'origine. Reste l'enseigne, relayée de 2006 à la fin de publication en 2009, par Marie-Laure Desjardins qui occupe le poste de rédactrice en chef remplaçant Bruno Lecoq.

## Sources

#### Travaux universitaires
- « Cimaise 1952-1963 », mémoire de maîtrise présenté par Harry Bellet à l'université de Paris I sous la direction de Fanette Roche, en juin 1986.
- « Cimaise 1952-1963, une revue dans une période de transition : du monopole parisien à la suprématie new-yorkaise », mémoire de maîtrise présenté par Corinne Girieud à Université Paris I sous la direction de Philippe Dagen, en 2001.
- Les Galeries d'art contemporain à Paris de la Libération à la fin des années 1960. Une histoire culturelle du marché de l'art, 1944-1970, thèse soutenue par Julie Verlaine, Paris : Publications de la Sorbonne, 2013, 350 p.  (ISBN 978-2-85944-723-6)

#### Catalogue d'exposition
- Michel Ragon, John-Franklin Koenig, Jean-Robert Arnaud, Dore Ashton, Jean-Pierre Arnaud. Les années de combat : le renouveau des arts vu de Paris de 1951 à 1962 Galerie Arnaud Revue Cimaise : [exposition, Paris, Galerie Arnaud, 1999]. Angers, Présence de l'art contemporain, 1999  (ISBN 2-907334-23-9)

### Archives
- Fonds : Galerie Arnaud - Revue Cimaise (1949-1987) [archives écrites et photographiques ; 20 boites].  Cote : GALARN 1 - 20. Paris : Bibliothèque Kandinsky, Centre Pompidou (présentation en ligne).